# Scambus arrogans
Scambus arrogans là một loài tò vò trong họ Ichneumonidae.